# Franowo
Franowo – część Poznania, położona na obszarze dwóch jednostek pomocniczych: Osiedle Chartowo i Osiedle Antoninek-Zieliniec-Kobylepole.

## Historia
Franowo zostało włączone w granice Poznania w czasie okupacji niemieckiej – w 1942. Wtedy wybudowano tu od podstaw kolejową stację rozrządową (patrz: Komunikacja).

## Charakter
Obecnie ze starszych zabudowań pozostało małe osiedle domów jednorodzinnych, sąsiadujące z Wielkopolską Gildią Rolno-Ogrodniczą. Cieki wodne przepływające niegdyś przez teren Franowa – Piaśnica i Żegrzynka – zostały skanalizowane (głównie przy budowie ul. Krzywoustego oraz dalszej zabudowy przemysłowo-handlowej).
W 1980 uruchomiono na Franowie (przy ulicy Szwajcarskiej) duży browar, należący obecnie do Kompanii Piwowarskiej. W latach 90. XX wieku oraz od 2000 r. rozwinął się poważny ośrodek handlowy tej części miasta – powstało wiele sklepów wielkopowierzchniowych, takich jak: IKEA, centrum M1 oraz Franowo Park.

## Transport

### Transport miejski
Franowo posiada komunikację autobusową z centrum miasta – znajdują się tutaj pętle dla linii autobusowych i tramwajowych obsługiwanych na zlecenie Zarządu Transportu Miejskiego. Na terenie Franowa znajduje się także zajezdnia tramwajowa.
- linie autobusowe
  - dzienne[1]
    -  166 Rondo Rataje ↔ Zieliniec
    -  181 Rondo Rataje ↔ Krzywoustego
    -  184 Rondo Rataje ↔ Termy Maltańskie[a]
    -  425 Franowo ↔ Zalasewo/Planetarna Szkoła[b]

  - nocne[1]
    -  218 os. Sobieskiego ↔ Franowo
    -  222 Port Lotniczy Ławica ↔ Mogileńska

- linie tramwajowe[1]
  -  1 Franowo ↔ Junikowo
  -  16 Franowo ↔ Osiedle Sobieskiego
  -  18 Franowo ↔ Ogrody

### Transport kolejowy
Istnieje również stacja kolejowa Poznań Franowo, będąca główną stacją towarową Poznania. Została ona zbudowana podczas II wojny światowej przez Niemców. Rozbudowano ją po wojnie i od tego czasu należała zawsze do najbardziej obciążonych na polskiej sieci kolejowej. Połączona systemem łącznic pozwala na prowadzenie ruchu towarowego z pominięciem stacji Poznań Główny. W przyszłości, w ramach Poznańskiej Kolei Metropolitalnej, planowane jest stworzenie przystanku Poznań Franowo dla pociągów pasażerskich.

## Galeria zdjęć

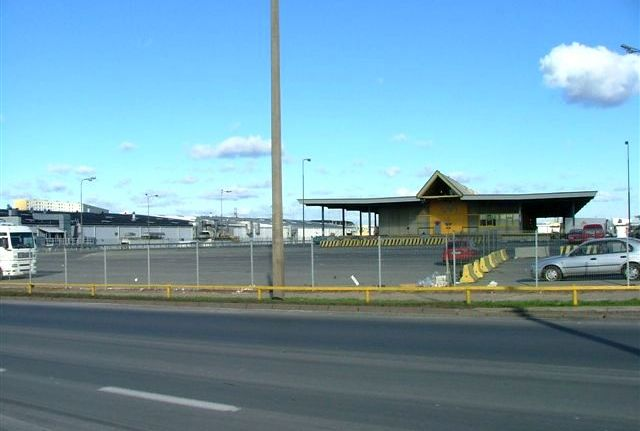
Wielkopolska Gildia Rolno-Ogrodnicza na Franowie
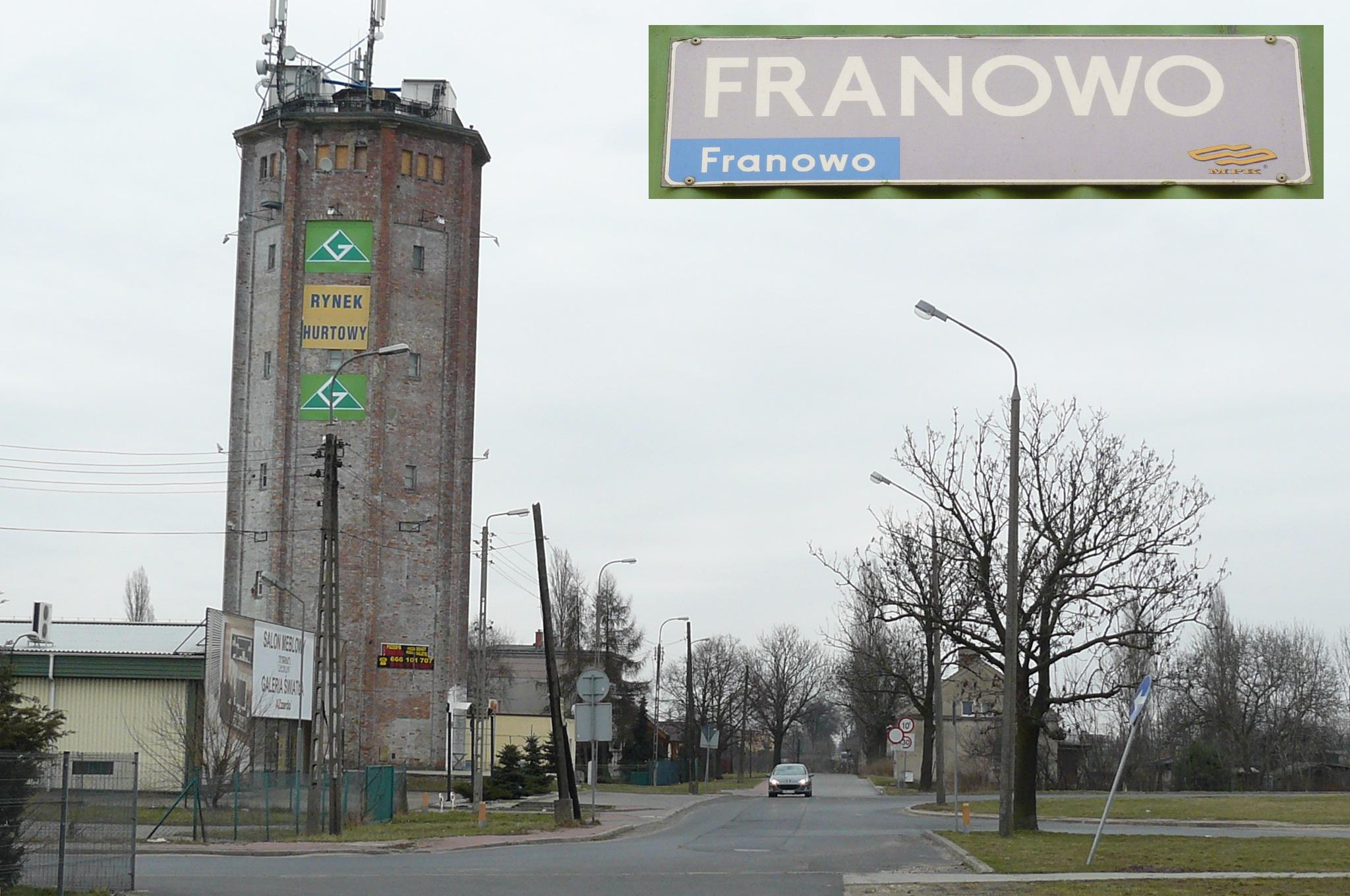
Charakterystyczna wieża ciśnień i pętla linii autobusowej 192
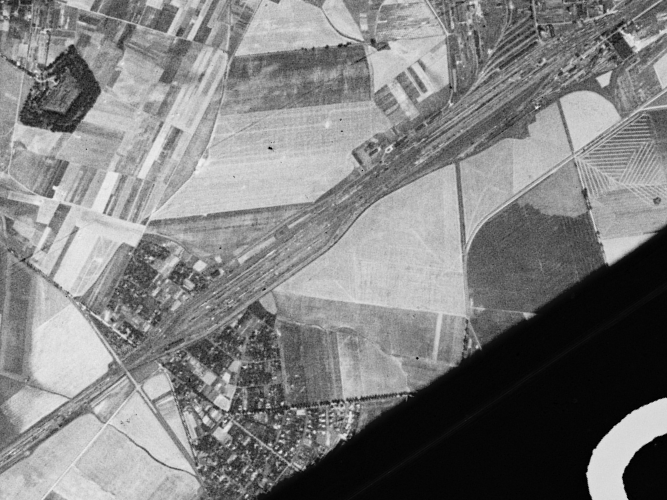
Tereny stacji i górki rozrządowej Franowo, i dzisiejszego browaru Lecha oraz Centrum M1. Widoczny również fort IIa Twierdzy Poznań i przebieg drogi krajowej nr 11. Zdjęcie satelitarne z 1965 r.